# سورن لیلهولت
سورن لیلهولت (انگلیسی: Søren Lilholt؛ زادهٔ ۲۲ سپتامبر ۱۹۶۵) دوچرخه‌سوار اهل دانمارک است.